# 피샨
구마 (고마)( 固玛镇,피샨, 皮山镇)는 고대 도시로 호탄과 카르갈릭 사이의 카라반 루트 위의 도시이다. 그곳은 타클라마칸 사막에 위치하며 신장-위구르 자치주의 카슈가르에서 남동쪽 280km에 위치한다.
한서는 그곳에 500가구에 3500명이 살며 500명이 무기를 지닐 수 있었고 기록하였다.
그곳은 카라코룸 루트로 인도로 가거나 또는 파미르 고원을 통해 잘랄라바드 또는 바닥샨으로 가는 카라반의 중요한 중심허브이다.
오늘날 피샨은 작고 가난한 인구 2000명의 작은 도시이며 주요 작물은 목화 이고 대부분의 주민은 위구르인이며 타지크인도 있다.